# Næstved
Næstved je město v Dánsku s více než čtyřiceti tisíci obyvateli. Leží na řece Suså v jižní části ostrova Sjælland, 70 km od Kodaně. Je centrem stejnojmenné komuny v rámci regionu Sjælland.
O dávném osídlení svědčí mumifikované tělo známé jako Muž z Porsmose, pocházející z období neolitu. Město bylo založeno v roce 1135 řádem svatého Benedikta, jeho název pochází z výrazů næs (ostroh) a tved (vyklučený les). Díky blízkosti moře byl Næstved významným obchodním centrem využívaným hanzou, od 19. století se díky lesnatému okolí rozvíjel papírenský a nábytkářský průmysl, město bylo známé také výrobou skla a keramiky, zpracováním vepřového masa i velkými kasárnami. Ve 21. století je hlavním zaměstnavatelem ve městě a jeho spádové oblasti firma Novenco, zabývající se výrobou ventilační techniky. Město je také dopravním uzlem, prochází tudy železniční trať Sydbanen, spojující Kodaň s Hamburkem.
Významnými architektonickými památkami jsou kostely sv. Petra a sv. Martina, historické náměstí Axeltorv s tržnicí, klášterní škola Herlufsholm, lékárna Næstved Løve Apotek ze 17. století a bývalý špitál Helligåndshuset, sloužící jako městské muzeum. Městem prochází Evropská cesta cihlové gotiky. K odpočinku slouží park Munkebakken (Mnišský kopec) vyzdobený množstvím soch. V Næstvedu je možno také navštívit zoologickou zahradu a zábavní park BonBon-Land. Nedalekou vesnici Gavnø proslavil rokokový zámek s bohatými uměleckými sbírkami, obklopený francouzským parkem.
Místní fotbalový klub Næstved BK se stal v letech 1980 a 1988 vicemistrem Dánska. Næstved byl jedním z pořadatelských měst Mistrovství světa v házené žen 2015.

## Partnerská města
- Álftanes (Island)
- Alytus (Litva)
- Gävle (Švédsko)
- Gjøvik (Norsko)
- Rauma (Finsko)
- Sopoty (Polsko)